# Parco nazionale di Hirkan
Il parco nazionale di Hirkan (in azero Hirkan Milli Parkı) è un parco nazionale che si trova nel sud dell'Azerbaigian. Istituito nel 2004, copre un'area montana quasi completamente occupata da foreste che comprende parte dei distretti di Lankaran e Astara.